# سوزانا نيكوليتش
سوزانا نيكوليتش (بالكرواتية: Suzana Nikolić)‏ هي ممثلة كرواتية، ولدت في 22 يونيو 1965 في كرواتيا.

## وصلات خارجية
- سوزانا نيكوليتش على موقع IMDb (الإنجليزية)
- سوزانا نيكوليتش على موقع قاعدة بيانات الفيلم (الإنجليزية)